# 歐文·法雷爾
歐文·法雷爾（英語：Owen Farrell；1991年9月24日—）是一位英格蘭橄欖球運動員。他是英格蘭國家橄欖球隊的一員，代表英格蘭參加了2015年世界盃橄欖球賽。